# Ragazzi di via Panisperna
Ragazzi di via Panisperna ('Pojkarna på Via Panisperna') var en ung forskargrupp som leddes av Enrico Fermi. År 1934 upptäckte gruppen långsamma neutroner, vilket i förlängningen möjliggjorde kärnreaktorn och atombomben. Gruppens namn kommer från den gata som fysikinstitutionen vid La Sapienza låg på. Gatan tog i sin tur sitt namn från klostret San Lorenzo in Panisperna. 
Förutom Fermi bestod gruppen av Edoardo Amaldi, Oscar D'Agostino, Ettore Majorana, Bruno Pontecorvo, Franco Rasetti och Emilio Segrè. De var alla fysiker, undantaget kemisten D'Agostino.
Gruppen växte fram under Orso Mario Corbinos beskydd. Corbino var fysiker, minister, senator samt institutionens överhuvud, och han såg vad Fermi gick för och utsåg honom till den förste italienske professorn i teoretisk fysik. Från 1929 arbetade de båda på att förvandla institutet till ett modernt forskningscentrum.
Deras första laboratorium var främst inriktat mot spektroskopi; senare kom de att mer inrikta sig mot experimentella studier av atomkärnan. De forskade bland annat på vad som skedde om man bombarderade diverse ämnen med neutroner, som ficks genom att bestråla Beryllium med alfapartiklar från sönderfallande radon. Majoranas och Fermis teoretiska arbeten fördjupade kunskapen om atomkärnans struktur och de krafter som verkar i den. 1933 och 1934 publicerade de en teori för betasönderfall.
På grund av raslagarna och det förestående världskriget splittrades gruppen 1938, och de flesta av medlemmarna emigrerade. En enda, Edoardo Amaldi, stannade kvar. När den italienska fysikforskningen åter byggdes upp efter kriget kom han att lämna viktiga bidrag till CERN:s grundande.
Regissören Gianni Amelio har gjort en film om gruppen, I ragazzi di via Panisperna.
Byggnaden vid Via Panisperna ingår idag i komplexet Viminalen, på kullen med samma namn, som hyser det italienska inrikesministeriet. Den planeras nu att härbegera ett forskningsinstitut och ett fysikmuseum med Fermis namn.